# Carolin Spieß
Carolin Spieß (* 1970 in Hannover) ist eine deutsche Theater- und Filmschauspielerin.

## Leben
Carolin Spieß legte 1990 das Abitur an der Stormarnschule in Ahrensburg ab und absolvierte von 1991 bis 1994 eine Schauspielausbildung am Hamburger Schauspielstudio Frese.

## Filmografie (Auswahl)
- 2003: Die Rettungsflieger (Fernsehserie, 1 Folge)
- 2005: Ein Geschenk des Himmels
- 2006: Väter – Denn sie wissen nicht was sich tut
- 2007: Hausmeister Krause – Ordnung muss sein (Fernsehserie, Folge Der Untergang)
- 2007: Der andere Junge
- 2008: Man liebt sich immer zweimal
- 2008–2010: Stubbe – Von Fall zu Fall (Fernsehserie, 4 Folgen)
- 2009–2011: Der Dicke (Fernsehserie, 2 Folgen)
- 2009: Neues aus Büttenwarder (Fernsehserie, Folge Mambo)
- 2011: Kein Sex ist auch keine Lösung
- 2012: Auf Herz und Nieren (Fernsehserie, 5 Folgen)
- 2013: Tatort – Feuerteufel
- 2015: Der Hafenpastor und das graue Kind
- 2015, 2022: Die Kanzlei (Fernsehserie, Folgen: Die Sterne lügen nicht, Außer Kontrolle)
- 2016: Notruf Hafenkante (Fernsehserie, Folge Lautlos)
- 2018: Die kleine Hexe
- 2020: Ein Tisch in der Provence: Ärztin wider Willen
- 2020: Ein Tisch in der Provence: Hoffnung auf Heilung
- 2020: SOKO Wismar: Nach der Ebbe kommt der Tod (Fernsehserie, 90-minütiges Special)
- 2021: Nord bei Nordwest – Conny & Maik (Fernsehreihe)
- 2022: Mittagsstunde
- 2023: 2 unter Millionen
- 2023: Unter anderen Umständen: Dämonen
- 2024: Dein perfektes Jahr

## Theater (Auswahl)
- 2005–2011: Heiße Ecke (St. Pauli Musical), Schmidts Tivoli Hamburg
- 2005–2011: Villa Sonnenschein, Schmidt Theater Hamburg
- 2010: Der Graf von Monte Christo, Sommertheater Lüneburger Heide[3]